# Алмансвајлер
Алмансвајлер (њем. Allmannsweiler) општина је у њемачкој савезној држави Баден-Виртемберг. Једно је од 45 општинских средишта округа Биберах. Према процјени из 2010. у општини је живјело 317 становника. Посједује регионалну шифру (AGS) 8426006.

## Географија
Алмансвајлер се налази у савезној држави Баден-Виртемберг у округу Биберах. Општина се налази на надморској висини од 625 метара. Површина општине износи 4,1 km².

## Становништво
У самом мјесту је, према процјени из 2010. године, живјело 317 становника. Просјечна густина становништва износи 77 становника/km².

## Међународна сарадња
| Мјесто    | Држава    | Врста сарадње | Од    |
| --------- | --------- | ------------- | ----- |
| Химелберг | Аустрија  | партнерство   | 2006. |
| Шале      | Француска | партнерство   | 1981. |
| Извор     |           |               |       |